# Пижик (маршрутне таксі)

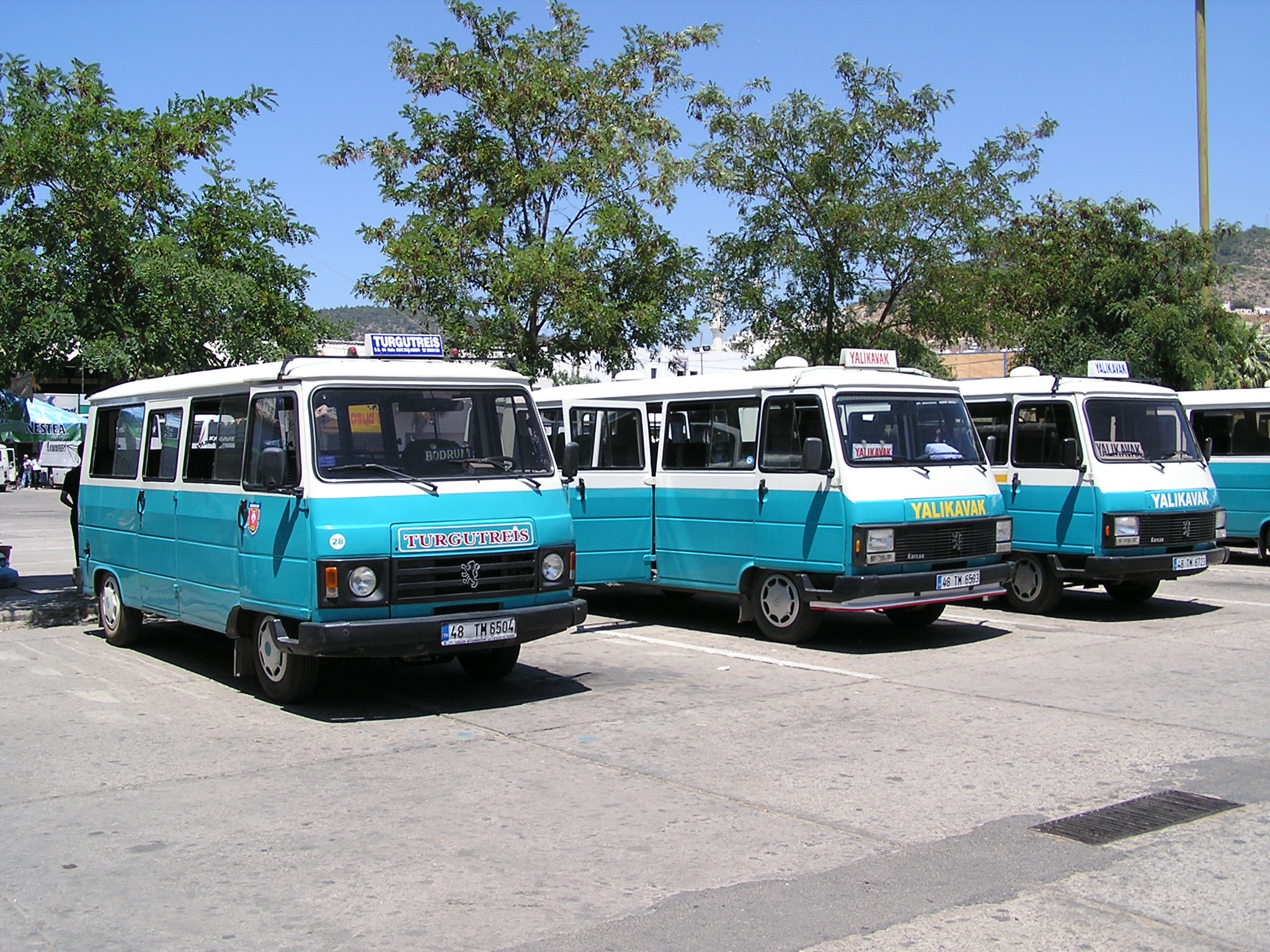
Турецькі «пижики»

Пи́жик — народна назва маршрутки в Івано-Франківську, Хмельницькому, Тернополі[джерело?] та Львові. Етимологія слова пов'язана з тим, що колись майже весь міський транспорт цієї категорії складався з мікроавтобусів моделі Peugeot Karsan J9.
У 1997 році ПП «Ференс і К» закупило першу партію «Peugeot Karsan J9» та у 1998 це зробило ДКП «Електроавтотранс». Це модель французької конструкції та французького або турецького виготовлення. Салони моделі були доволі комфортабельними, при дозволенних 20 пасажирах у години «пік» в салоні вміщалось до 50 пасажирів, для стоячих пасажирів є спеціальні поручні, а висота стелі 178 см. Сидячих місць — 14, + 1 для водія.
В середині 2000-х міський транспорт поповнився новими «Еталонами» та «Богданами», але їх за звичкою теж називають пижиками.